# Mošeja Al-Kazimija
Mošeja Al-Kazimija (arabsko مَسْجِد ٱلْكَاظِمِيَّة, latinizirano: Masjid al-Kāẓimiyya) je šiitska islamska mošeja in svetišče v predmestju Kadhimija v Bagdadu v Iraku. Vsebuje grobnice sedmega in devetega dvanajstega šiitskega imama, oziroma Mūsā al-Kādhima in njegovega vnuka Muhammada al-Džavada. V prostorih te mošeje sta pokopana tudi zgodovinska učenjaka Šajkh Mufīd in Nasir al-Tusi. Neposredno ob mošeji sta dve manjši svetišči, ki pripadata bratoma Sajid Raḍī (ki je sestavil Nahjul-Balāghah) ter Sajid Murtadā in Qadi Abu Yusuf al-Ansari.

## Zgodovina
Mošeja je bila zgrajena na mestu kurajškega pokopališča, ki je nastalo skupaj s prvotnim okroglim mestom Bagdad leta 762. Pokopališče v starem arabskem mestu z imenom Šoneezi (kar pomeni 'črno zrno') je ustanovil abasidski kalif Al-Mansur, da bi lahko na njem pokopali člane njegove družine. Na splošno velja, da sta bila na tem mestu pokopana tudi Zubaidah bint Dža'far in sam Al-Mansur. Mesto bi skupaj s svojimi grobnicami postalo Al-Kazimija, območje in predmestje severno od osrednjega Bagdada. To pokopališče je postalo pokopališče sedmega dvanajsterskega imama Muse al-Kadhima leta 799, ki mu je leta 834 sledil njegov vnuk, deveti imam Muhamad al-Džawad. Sedanja stavba sega v čas obnove, ki jo je izvedel safavidski iranski šah Ismail I. od 1502 do 1524. Dodatno ga je okrasil osmanski sultan Sulejman Veličastni, potem ko je leta 1534 osvojil Bagdad. Od takrat je še naprej v dobrem stanju. Podobno kot mnoge druge islamske naselbine skozi zgodovino so se naselbine skozi čas začele razvijati okoli mošeje, ki je postala znana kot območje Kadhimija.
Leta 1611 je osmanski sultan in kalif Ahmed I. podelil Džamal al-Din bin Mulah Aliju, potomcu Bani Šaiba, ferman, kraljevi odlok, ki je njemu in njegovi družini dovolil popolno skrbništvo nad mošejo in njenim svetiščem. DŽamalovi predniki so postali znani kot družina al-Džamali, ki jim je bila zaupana mošeja in so držali ferman. Med najpomembnejšimi člani družine al-Džamali je bil šejk Abbas al-Džamali, ki je živel poleg mošeje z obiskovalci, ki so ga srečevali, in je bil oče iraškega državnika Muhamada Fadhela al-Džamalija, ki je leta 1945 postal eden od ustanoviteljev Združenih narodov.
Med iraškim uporom proti Britanskemu imperiju leta 1920 je bila mošeja Al-Kazimija med številnimi kraji v okolici Bagdada, kjer so potekala nacionalna srečanja, namenjena uporu proti Britancem. Ta srečanja je opazil Musa al-Šabandar, ki je videl podobna srečanja, na primer v mošeji Hajdar Kana. Ta srečanja so prav tako sovpadala z Mavlidovim in Husajnijevim sožaljem, na njih pa je prišlo do pomembnega islamskega združevanja, kot je zapisal al-Šabandar.

### Invazija po letu 2003
Med vojno v Iraku in po njej je bila mošeja med številnimi kraji po Iraku, ki so bila tarča terorističnih napadov. 2. marca 2004 je bilo najmanj 75 ljudi ubitih, na stotine drugih pa je bilo ranjenih, ko so se množice zbrale, da bi obeležile spomin na 'Ašura'. Dogodek je povzročil ogorčenje in jezno množico, ki je s kamenjanjem ranila dva ameriška vojaka. Iraški upravni svet je za napad okrivil teroriste, ki so podžigali sektaške napetosti. Sočasne eksplozije so odjeknile tudi v mošeji Imama Husayna v Karbali. Ta mošeja je bila cilj množice, ki je bila ujeta v stampedo na bagdadskem mostu.
Dne 6. junija 2007 je bilo najmanj sedem ljudi ubitih, potem ko sta se v bližini mošeje zgodila dvojna eksplozija avtomobilov bombe, ena na trgu al-Zahra'a, druga pa 300 metrov stran na križišču v Adenu. Dogodek je sovpadel s tem, da so policisti odkrili 47 žrtev mučenja, ki so ga izvajali šiitski sektaški militanti. Skoraj natanko leto kasneje, 27. junija 2007 zvečer, je eksplozija avtomobila bombe ubila najmanj 14 ljudi in ranila 22 drugih. Uradniki pravijo, da so bile žrtve večinoma domačini, »ki so uživali v toplem poletnem večeru«.
28. marca 2004 je bila sveže pozlačena kupola nad grobom Mohameda at-Takīja razkrita javnosti, medtem ko so se množice zbrale ob praznovanju mavlid (rojstni dan Mohameda) in obletnice rojstnega dne njegovega potomca Džafarja as-Sādika.
28. decembra 2008 je na prometni cesti, ki vodi do mošeje, eksplodirala avtomobilska bomba, ki je ubila najmanj 24 ljudi in ranila 46 drugih, med katerimi so bili številni obiskovalci mošeje. Eksplozija je odjeknila približno 100 metrov od Bab al-Dirvaza, enih glavnih vrat v svetišče.
7. januarja 2009 je samomorilski napadalec, oblečen v žensko, ubil 38 in ranil 72 obiskovalcev, ko so se pripravljali na dan ašure. Los Angeles Times je napad označil za enega najhujših v zadnjih mesecih. Kasneje 8. aprila 2009 je bilo 7 ljudi ubitih in 23 drugih ranjenih, ko je eksplodirala bomba, ki je bila v plastični vrečki v bližini mošeje. Iraški uradniki so opozorili, da pričakujejo porast napadov. Nato je 24. aprila 2009 nasilje doseglo najvišjo raven od invazije leta 2003. Dve samomorilski napadalki sta ubili najmanj 66 ljudi in ranili 125 drugih, ko so se ljudje odpravljali proti mošeji na petkovo molitev. Sumi se, da napade podpira Al Kaida v Iraku. Prebivalci na tem območju so dogodek označili za masaker in opazili trupla, nekatera zgorela, raztresena po tleh. Dogodek je povzročil, da so bili številni iraški varnostniki suspendirani, ker niso zagotovili ustrezne varnosti okoli svetišča.
7. maja 2016 je eksplodirala serija trojnih avtomobilov bomb. Najmanj 21 obiskovalcev je bilo ubitih in 45 ranjenih. Obiskovalci so se spominjali mučeništva imama Muse Al-Kadhima. Takoj po eksplozijah je odgovornost prevzela teroristična skupina ISIS. Iraške varnostne sile so blokirale glavne ceste v Bagdadu v pričakovanju napadov na obiskovalce, ki tradicionalno prihajajo peš iz različnih delov Iraka, in dogodek izkoristile za zaustavitev protivladnih protestov.
Danes je mošeja še vedno polna obiskovalcev iz vsega islamskega sveta in velja za čudovito islamsko arhitekturno znamenitost. Razširili so tudi preddvorje mošeje. Čeprav je bila širitev mošeje in svetišča ostro kritizirana zaradi zanemarjanja njene dediščine v okolici in odstranjevanja starega mestnega tkiva. Po poročanju je bilo porušenih več kot 130 starih arheoloških najdišč, tradicionalnih hiš, osmanskih znamenitosti in dediščinskih stavb, da bi naredili prostor za širitev, s pozivi institucijam, naj ohranijo preostale dediščinske stavbe, ki se gradijo. Razvoj je bil tudi kritiziran zaradi neupoštevanja uporabe zgodovinsko natančnega materiala pri gradnji in namesto tega zaradi uporabe sodobnih materialov, ki bi ga nadomestili.

## Popravila in vzdrževanje

### Notranja struktura
Zarih nad qabr (grobovi) al-Kadhima
Popravila razpadajoče strukture glavnega dvorišča mošeje in okoliških prostorov so bila izvedena v treh fazah, ki so trajale štiri mesece, pred koncem leta 2007. Projekt je vključeval odstranitev starih razpadajočih zidov na celotnem dvorišču, dodajanje različnih ojačitev na stene in strope ter vzdrževanje električnih napeljav po vsej mošeji. Ko je bila notranja konstrukcija končana, so tla in stene obložili z različnimi vrstami marmorja. Posodobitve hladilnih enot v mošeji so se začele konec leta 2008, nove enote za filtriranje vode pa so bile nameščene 28. novembra 2008.
Gradnja novega ženskega vhoda v mošejo, to je Bāb al-Fāṭimah (arabsko بَاب ٱلْفَاطِمَة), se je začela konec leta 2008, skupaj z gradbenimi deli za nove prostore v mošeji, namenjene okrepčilu za romarje.

### Zunanja struktura
Med najzgodnejšimi popravili mošeje po padcu iraškega predsednika Sadama Huseina leta 2003 so bila popravila enih od vhodnih vrat mošeje, znanih kot Bāb al-Qiblah (arabsko بَاب ٱلْقِبْلَة). Vrata in zunanji zid so morali v celoti prenoviti zaradi hudega zanemarjanja, dokončanje pa je trajalo sedem mesecev, začelo pa se je v začetku septembra 2006. Zlata kupola nad grobom Mohameda at-Takīja je bila ponovno pozlačena in razkrita javnosti marca 2008, med praznovanjem rojstnega dne Mohameda in njegovega potomca Dža‘farja as-Sādika. Popravljalna dela na kupoli nad grobom Mūsā al-Kādhima so se začela v začetku avgusta 2008, med rojstnimi slovesnostmi Husayn ibn 'Alīja, Abas ibn Alija in Zajn al-Abidina.

## Arhitektura

### Lega in podrobnosti
Pravokotna postavitev mošeje, vključno z al-Ravdah, ima stranico 140 metrov od juga proti severu in 135 metrov od zahoda proti vzhodu. Vsebuje sahn, glavno mošejo in zidove, ki ščitijo mošejo, sestavljeno iz majhnih prostorov z vrati na sredini vsakega zidu. Obzidje zunanje mošeje vsebuje tudi napol odprte ivane in odprte sobe za študente verskih ved. Oblika ivanov tudi olajša težo materije, ki simbolizira zemljo in nebo.
Molilnica obsega dve pravokotni stavbi, ki mejita ena na drugo in sta povezani s hodnikom, ki ju obdaja. Dve glavni svetišči sta skoraj v središču postavitve. Sobi sta povezani s pravokotnim hodnikom, ki oba prostora povezuje s šestimi vrati. Hodnik vsebuje niše, ki pomagajo zmanjšati težo in gostoto materiala, uporabljenega pri gradnji. Strop hodnika je nižji od stropa dveh prostorov, v katerih je svetišče, ki imata na vrhu kupoli. Ivani so okrašeni z različnimi okraski in ogledali, ki simbolizirajo raj.

### Kupole in minareti
Mošeja ima dve glavni kupoli enakih dimenzij in štiri velike minarete, vseh šest prevlečenih z zlatom. Višina stropa je 25 metrov, na vrhu pa sta dve kupoli, od znotraj okrašeni z islamskimi okraski in verzi iz Korana. Od zunaj sta kupoli pokriti z 9000 lističi iz čistega zlata, okoli njiju pa so štirje minareti, prav tako pokriti z zlatom, ki se dvigajo do 35 metrov nad strop. Tudi okoli kupol so štirje majhni stolpi v obliki minaretov z višino 4,5 metra.

## V popularni kulturi
Mošeja Al-Kazimija velja za eno najbolj ikoničnih znamenitosti Iraka in se kot taka pojavlja v več delih skozi moderno zgodovino.
- Več posnetkov mošeje Al-Kazimija, vključno s pogledom iz ptičje perspektive, je bilo prikazanih v dokumentarcu britanskega Pathéja iz leta 1953 z naslovom Ageless Iraq.[19]
- V 24. številki revije Time z dne 17. junija 1957 so bili minareti mošeje predstavljeni skupaj z iraškim premierjem Nurijem al-Saidom na naslovnici revije.[20]
- Strip The Adventures of Superman vsebuje zgodbo (številka 427, "Miselne igre"), ki se dogaja v Kuraku, izmišljenem rezervatu za Irak, v katerem je podobno mošejo, spremenjeno v vojaško oporišče, mogoče na kratko videti na drugi strani.[21]